# أيت اخلف

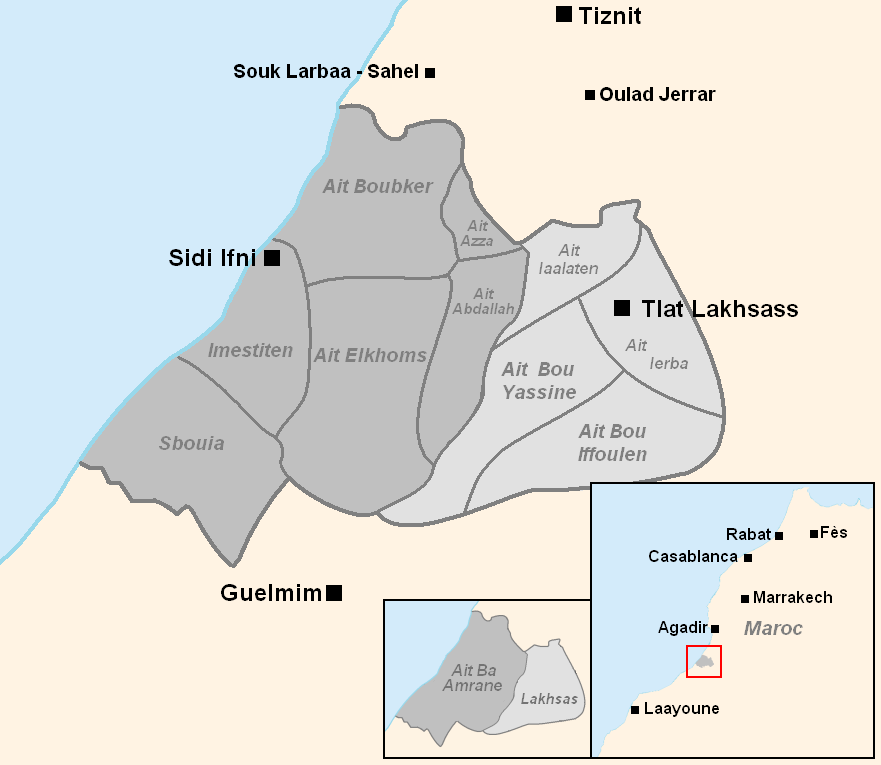

 أيت اخلف قبيلة مغربية بسوس تنتمي لقبائل أيت بعمران. تتواجد شمال مدينة سيدي إفني، و تضم عددا من القرى والتجمعات السكانية، أكبرها مركز ميرلفت السياحي على المحيط الأطلسي، ومركز تيوغزة.

## تاريخيا
في سنة 1969 أزالت العلم الإسباني من فوق المباني والمؤسسات بعاصمة آيت باعمران، ليحل مكانه العلم المغربي. وقد غادر آخر جندي إسباني المدينة بعد تحريرها من قبطة المستعر الإسباني.